# Castillo montano

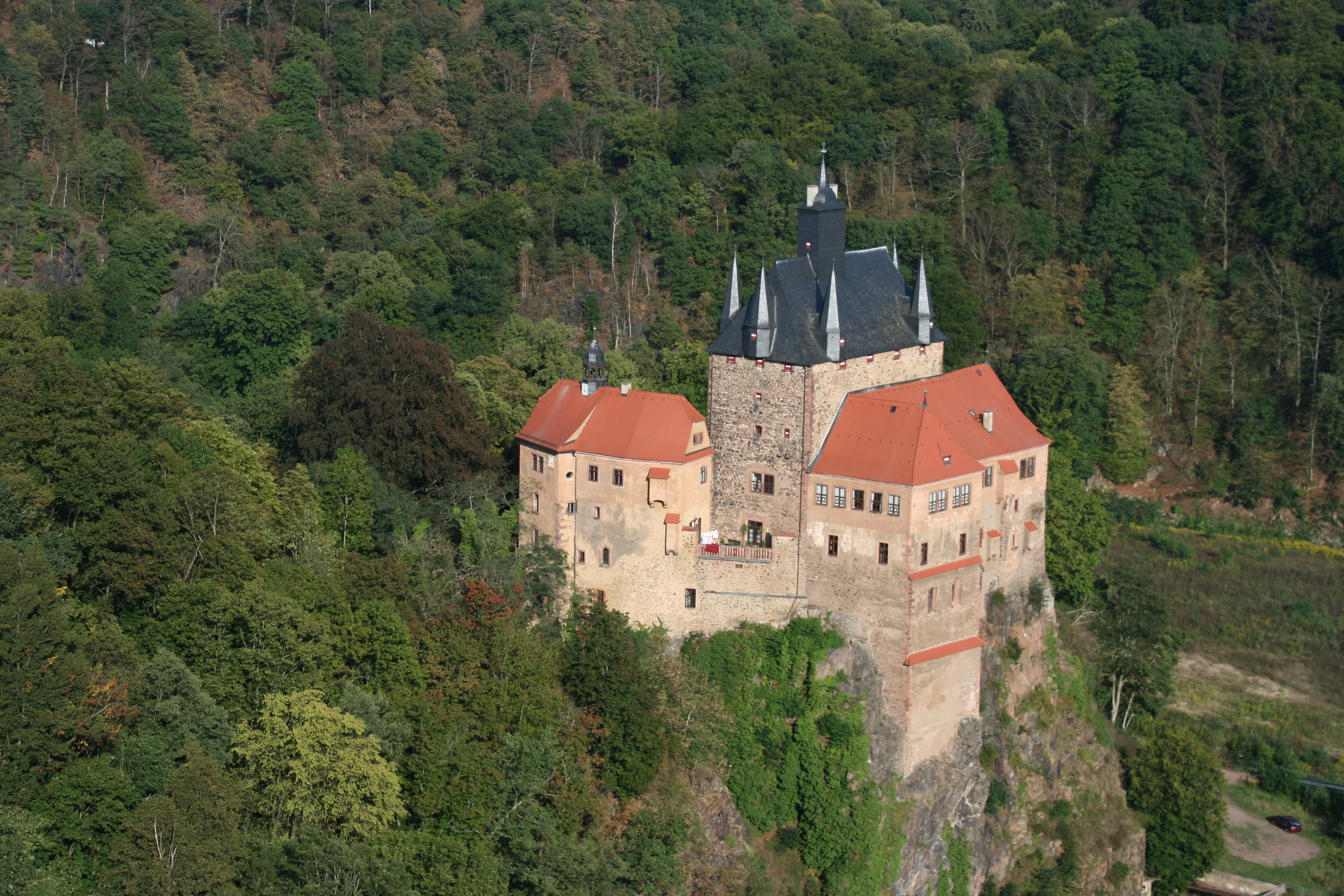
Castillo de Kriebstein, en Sajonia, Alemania.

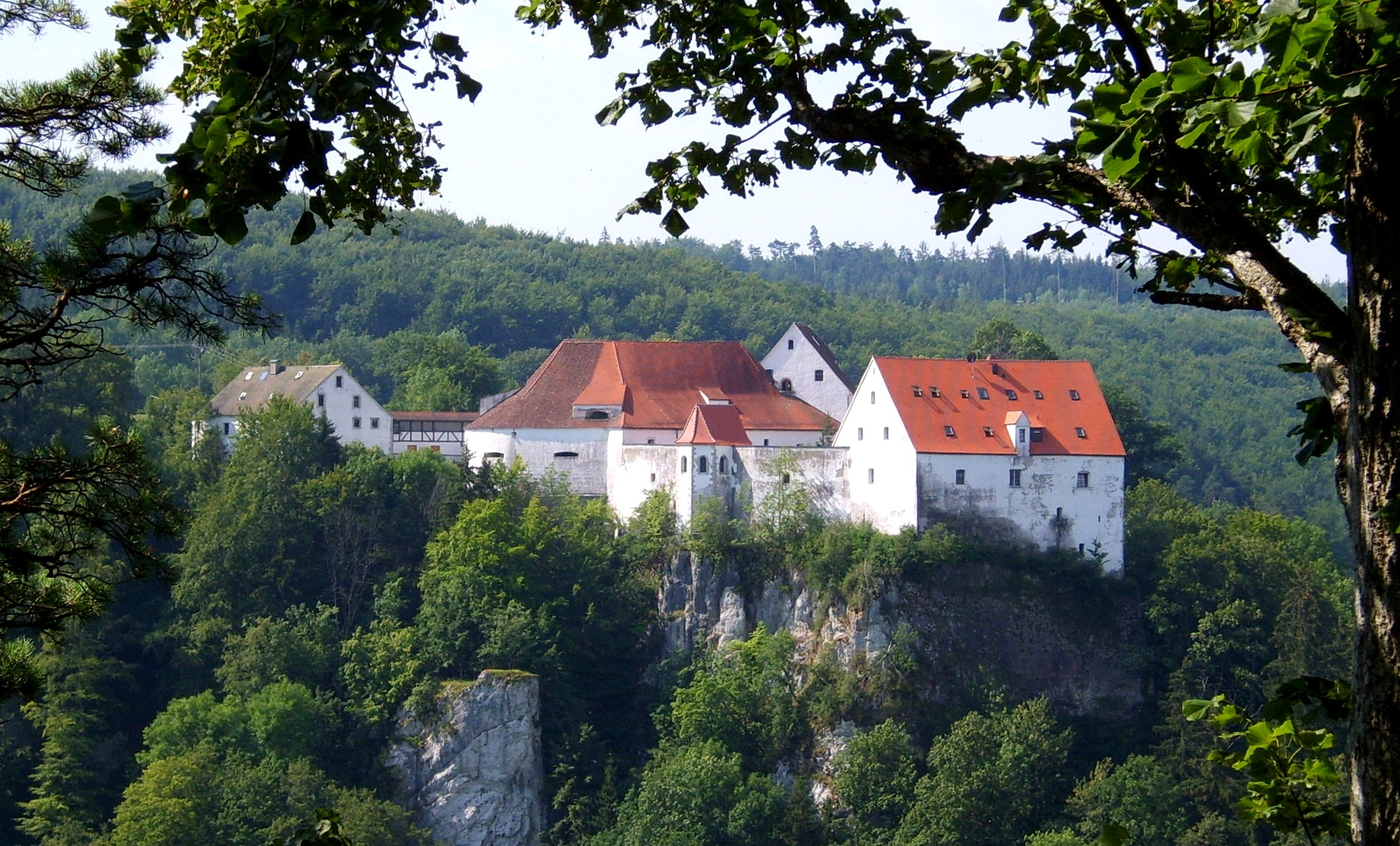
Castillo de Wildestein en el sudoeste de Alemania.

Un castillo montano es un castillo construido sobre un promontorio rocoso o estribación de una colina o montaña con propósitos defensivos. Idealmente, estaría protegido en  tres de los cuatro lados por empinadas laderas, su único lado vulnerable es aquel donde el promontorio se une a la colina desde la que se proyecta. Por el contrario, un castillo roquero solo está protegido por terreno empinado en dos lados. Es el tipo de castillo de colina más extendido en los países germanófonos.

## Descripción
Un castillo montano era uno de los varios tipos de castillo de colina. Dependiendo de la topografía local, un castillo montano puede haberse basado principalmente en su posición inaccesible o puede haber integrado características adicionales, como muros de escudo y torres en las defensas. Además, los constructores de castillos pueden haber mejorado las defensas naturales del terreno excavando en ellas para hacer las laderas más difíciles de escalar y reducir el riesgo de deslizamientos de tierra. Una característica clásica es el foso de cuello, que corta la meseta del resto de la colina. Un castillo montano algunas veces, pero no siempre, se subdividía en un pabellón inferior y un pabellón superior más fuertemente defendido (o incluso una sucesión de tres o más pabellones).
Los francos construyeron y mejoraron castillos de cima y castillos montanos para dificultar el uso cada vez mayor del trabuquete. En el caso de los castillos montanos, la maquinaria pesada de asedio solo se podía desplegar en el lado de la colina, lo que permitía concentrar allí los trabajos defensivos y las fuerzas.

## Ejemplos

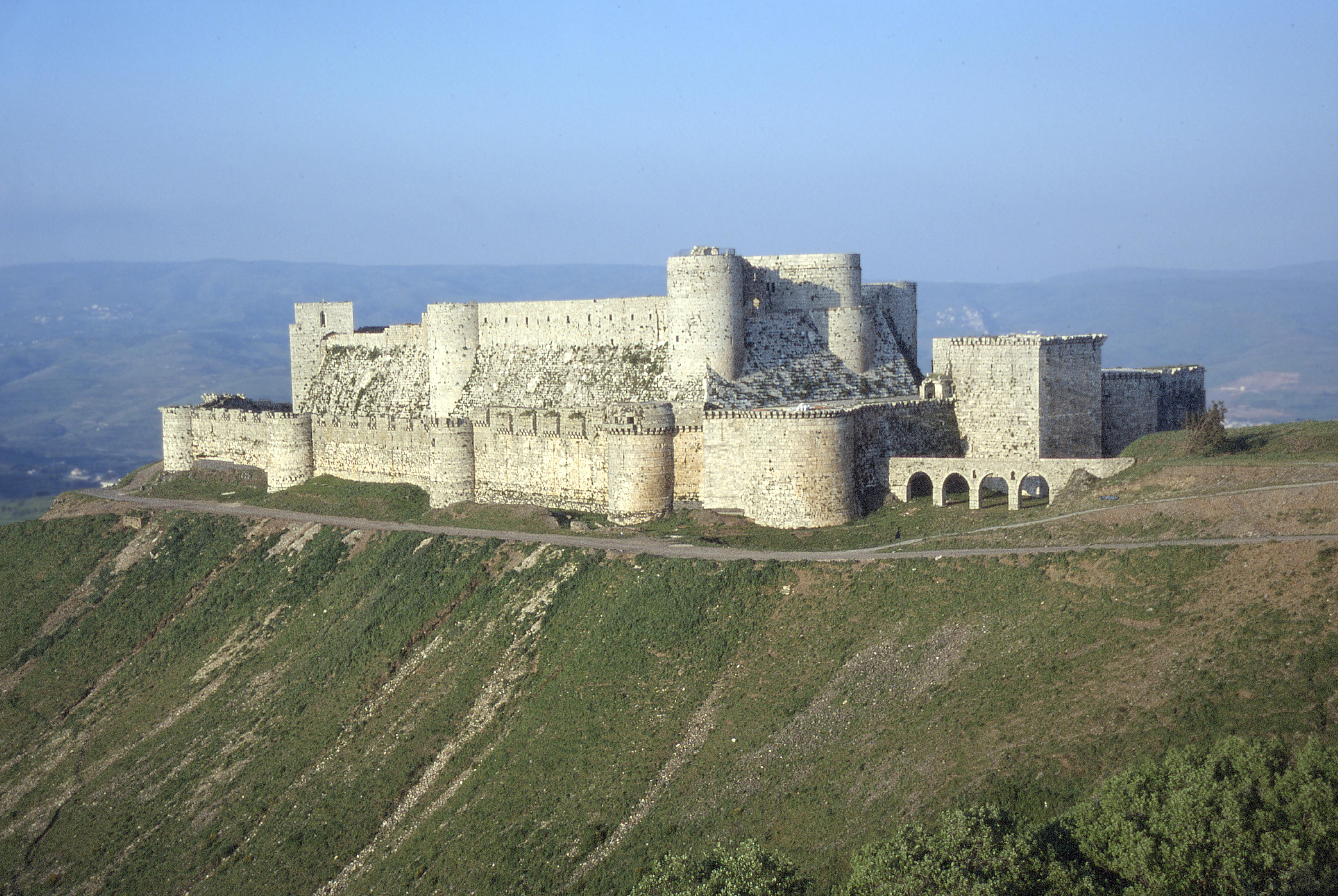
El Krak de los Caballeros desde el sudoeste.

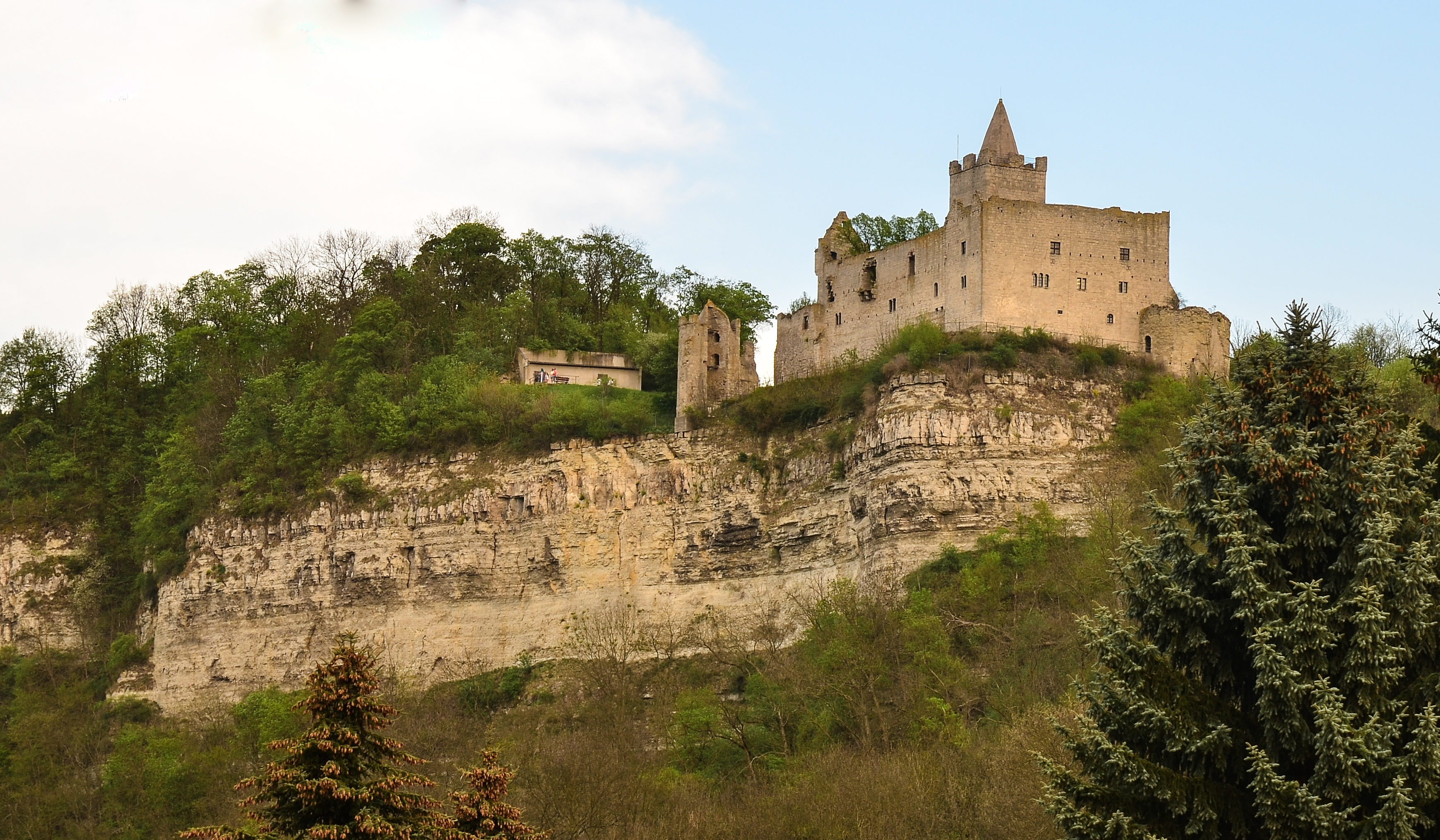
Rudelsburg en el valle del Saale, Alemania.

- El castillo cruzado Crac de los Caballeros, Líbano, se halla en una meseta accesible desde el sur. Al mismo tiempo, tiene fuertes defensas concéntricas en todos los costados.[4]
- La Ciudadela de Saladino, Siria occidental, tiene defensas concentradas en el lado vulnerable de la meseta, a destacar el profundo foso. El patio interior de Saône (como es denominado por la historiografía francesa) tiene muros más débiles y torres.[5]
- El castillo de Alamut en Persia (hoy Irán noroccidental), se hallaba sobre una estrecha base de roca que se eleva unos 180 m. Se creía inexpugnable en ataques directos.
- El Alcázar de Segovia, en el centro de España, está en una estrecha meseta con profundos cortes alrededor, salvo por el este.
- El castillo de Stirling, Escocia, se halla en una estrecha meseta con cortes en tres lados y una suave cuesta que le da acceso desde el sudeste.
- El castillo de Chinon, en el centro de Francia, fue usado por los condes de Anjou en el siglo XII. En 1205 cayó en manos del rey francés, siendo en aquel momento el castillo más grande del valle del Loira.
- El castillo Poenari se eleva sobre un acantilado a 440 m sobre el Argeș en Rumanía. Era una de las fortalezas de Vlad el Empalador.
- El castillo de Montségur en el sur de Francia, usado por los cátaros como última resistencia, se eleva sobre la meseta de una montaña.
- El castillo de Cefnllys, en Gales, es el emplazamiento de dos castillos de este tipo.
- Los castillos de Socerb y Rifnik, en Eslovenia.